# 曲金北遺跡
曲金北遺跡（まがりかねきたいせき）は、静岡県静岡市葵区長沼・駿河区東静岡に跨がり分布する弥生・古墳時代から奈良・平安時代にかけての複合遺跡。60000平方メートルを超える広大な水田跡や、古代東海道と考えられる大型直線道路が発見された。

## 概要
静岡・清水平野の中央部、長沼・東静岡地区の沖積低地に広がる遺跡である。東静岡駅南口一帯が遺跡である。なお線路を挟んだ北側は「長沼遺跡」という別の遺跡名が付けられている。
JR東海道線東静岡駅開業や、静岡県コンベンションアーツセンター（グランシップ静岡）の建設など、東静岡再開発工事が開始されるのに先立ち行われた1993年（平成5年）の試掘調査で発見された。1994年（平成6年）4月から1995年（平成7年）5月にかけて、グランシップ建設予定地を中心とする範囲、60359平方メートルが本格発掘調査された。

### 古代東海道の発見
上層では両脇に幅2～3メートルの側溝を持つ道幅9メートルの大型直線道路が、南西-北東方向に主軸をとる形で発見された。道路の存続期間は8世紀初頭から10世紀頃までと考えられている。側溝からは、文字の書かれた木簡が3点出土し「…黒万呂五□…」「常陸國鹿嶋郡…」「戸主、大生秋万呂、五丈」などの常陸（茨城県）方面に関する地名や人名が判読された。直線道路の向きは、地割りなどから推定復元されている古代条里制区画の向きと一致し、律令時代（奈良時代から平安時代前期）の東海道と推定された。出土品は、木製品では木簡のほか鋤・鍬・エブリ・馬鍬などの農具や下駄・曲物など、土器・陶器類では灰釉陶器・緑釉陶器・須恵器・土師器など、金属製品では鉄鏃や刀子、馬鍬の刃先などが出ている。

### 古代小区画水田の検出
下層では、弥生時代中期後半から古墳時代にかけての、一辺が2・3メートル程度の畦畔に囲まれた小さな水田が集合して、広大な水田面を形成する小区画水田が検出された。水田面は調査区全域に及んでいて、数百年にわたり連面と造られ続けたことが判っている。出土品は須恵器・土師器や弥生土器のほか、大足（おおあし）や輪かんじき型の田下駄など水田用の農具が多数出土した。また、大畦畔の中に芯材として多量の廃棄木材を転用していたため、建築材や家具（机）なども発見された。2001年（平成13年）の調査時点で5522面もの小区画水田が発見されている。
このような成果から、弥生時代中期から古墳時代にかけて、静岡平野の低地帯では大規模な水田経営が行われていたことや、律令期には官道として大規模な直線道路の東海道が敷設され、条里制が形作られていった様相が明らかになった。
また、2007年（平成19年）6月から2009年（平成21年）3月に行われた、グランシップ南西側の調査（調査面積16100平方メートル）でも、小区画水田が全域で発見された。
静岡県や静岡市により、2015年（平成27年）までの間に19次の発掘調査が行われている。